# ああ我が戦友
ああ我が戦友（ああわがせんゆう）は、1937年（昭和12年）2月にキングレコードから発売された軍歌。
歌は近衛八郎で、作詞は林柳波・作曲は細川潤一。満州事変をテーマに作られたもので、「戦友」や「婦人従軍歌」を巧みにはさんで、大ヒットした。1940年（昭和15年）9月には続編の、続ああ我が戦友が制作された。